# Orthanthera
Orthanthera är ett släkte av oleanderväxter. Orthanthera ingår i familjen oleanderväxter.
Kladogram enligt Catalogue of Life:
| Orthanthera | \| \| Orthanthera albida \| \| \| \| \| \| Orthanthera butayei \| \| \| \| \| \| Orthanthera gossweileri \| \| \| \| \| \| Orthanthera jasminiflora \| \| \| \| \| \| Orthanthera viminea \| \| \| \| |
|             | \| \| Orthanthera albida \| \| \| \| \| \| Orthanthera butayei \| \| \| \| \| \| Orthanthera gossweileri \| \| \| \| \| \| Orthanthera jasminiflora \| \| \| \| \| \| Orthanthera viminea \| \| \| \| |
|             | Orthanthera albida |
|             | |
|             | Orthanthera butayei |
|             | |
|             | Orthanthera gossweileri |
|             | |
|             | Orthanthera jasminiflora |
|             | |
|             | Orthanthera viminea |
|             | |